# Ophionellus bridwelli
Ophionellus bridwelli är en stekelart som först beskrevs av Joseph Augustine Cushman 1922.  Ophionellus bridwelli ingår i släktet Ophionellus och familjen brokparasitsteklar. Inga underarter finns listade i Catalogue of Life.